# Loma de Rogel
Loma de Rogel är en ort i Mexiko.   Den ligger i kommunen Emiliano Zapata och delstaten Veracruz, i den sydöstra delen av landet, 240 km öster om huvudstaden Mexico City. Loma de Rogel ligger 709 meter över havet och antalet invånare är 200.
Terrängen runt Loma de Rogel är huvudsakligen kuperad. Loma de Rogel ligger nere i en dal. Runt Loma de Rogel är det ganska tätbefolkat, med 214 invånare per kvadratkilometer. Närmaste större samhälle är Xalapa, 13,2 km väster om Loma de Rogel. Omgivningarna runt Loma de Rogel är en mosaik av jordbruksmark och naturlig växtlighet.